# ジフェニルホスフィンオキシド
ジフェニルホスフィンオキシド (Diphenylphosphine oxide) は、化学式 (C6H5)2P(O)H で表される有機リン化合物である。白色の固体で極性の有機溶媒に溶ける。

## 合成
ジフェニルホスフィンオキシドは、亜リン酸ジエチルのようなホスホン酸エステルとグリニャール試薬との反応とそれに続く酸処理によって調製できる。
(C2H5O)2P(O)H  +  3 C6H5MgBr  →  (C6H5)2P(O)MgBr  +  C2H5OMgBr
(C6H5)2P(O)MgBr  +  HCl →  (C6H5)2P(O)H  + MgBrCl
あるいは、クロロジフェニルホスフィンまたはジフェニルホスフィンの部分加水分解によって調製することもできる。 

## 反応
ジフェニルホスフィンオキシドは、そのマイナーな互変異性体ジフェニルホスフィン酸 ((C6H5)2POH) と平衡状態で存在する。
(C6H5)2P(O)H      (C6H5)2POH
ジフェニルホスフィンオキシドは、バックワルド・ハートウィッグアミノ化 (Buchwald-Hartwig coupling)反応でジフェニルホスフィノ置換基を導入するために使用される。 
塩化チオニルは、ジフェニルホスフィンオキシドをクロロジフェニルホスフィンに変換する。
有機ホスフィン酸はDIBAH (水素化ジイソブチルアルミニウム)で脱酸素化される。 得られた二級ホスフィンは、ホスフィン配位子の前駆体である。 